# Quỹ Tiền tệ Quốc tế

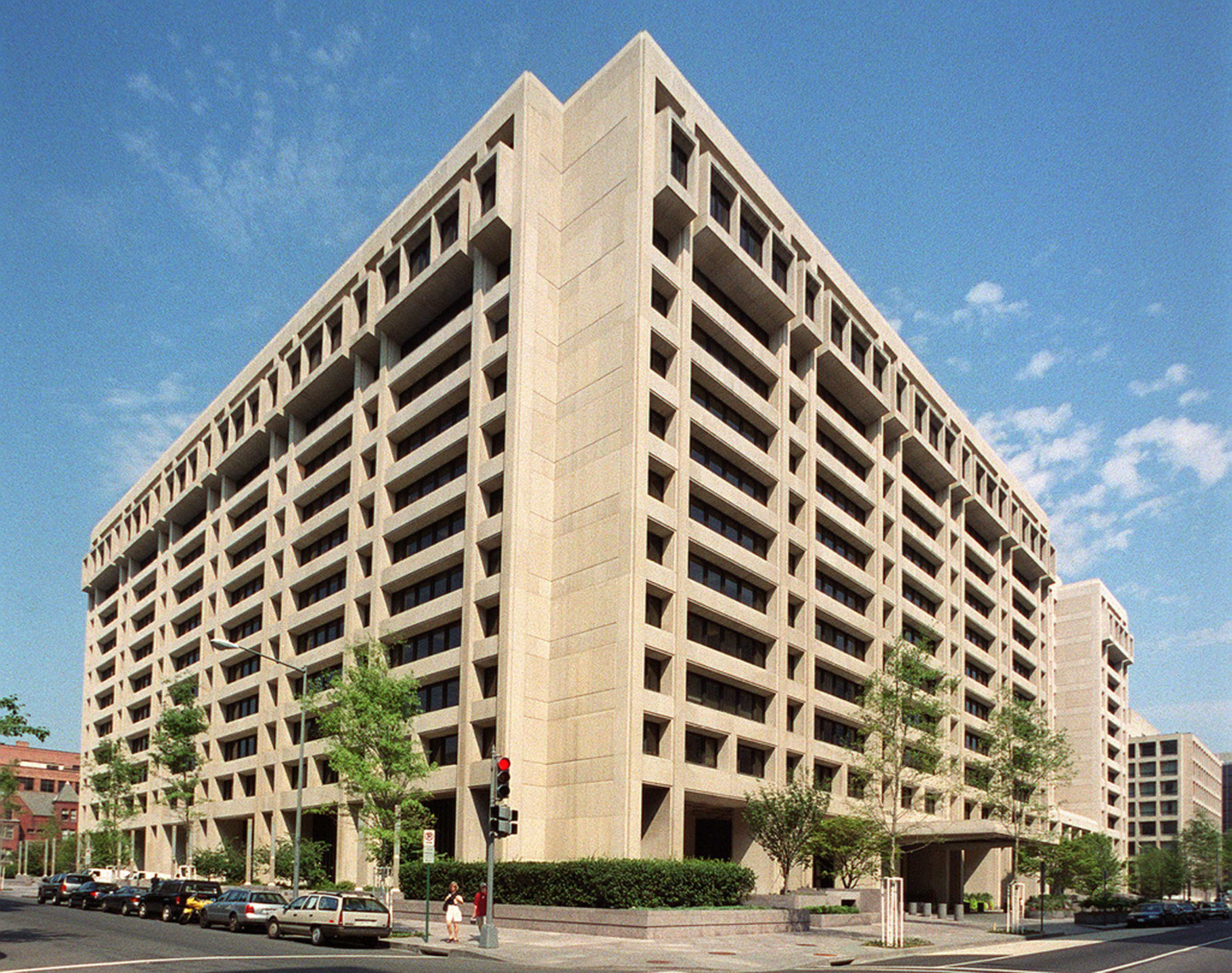
Tòa nhà trụ sở chính của Quỹ tiền tệ quốc tế tại Washington, D.C.

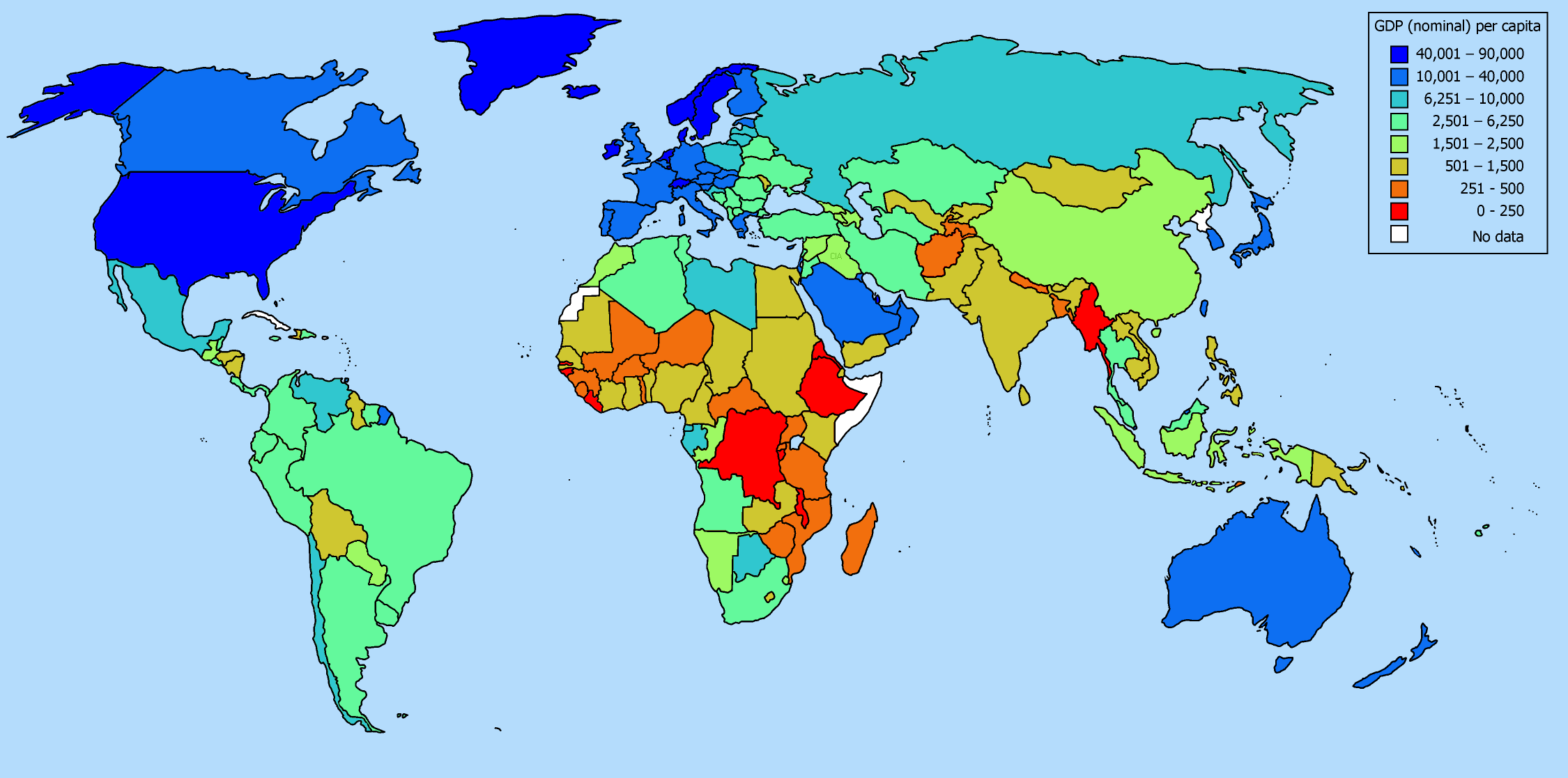
Số liệu của IMF năm 2006 về danh sách các quốc gia theo tổng sản phẩm nội địa tính theo đầu người.

Quỹ Tiền tệ Quốc tế (tiếng Anh: International Monetary Fund, viết tắt IMF) là một tổ chức quốc tế giám sát hệ thống tài chính toàn cầu bằng cách theo dõi tỷ giá hối đoái và cán cân thanh toán, cũng như hỗ trợ kỹ thuật và giúp đỡ tài chính khi có yêu cầu. Trụ sở chính của IMF đặt ở Washington, D.C., thủ đô của Hoa Kỳ.  

## Tổ chức và mục đích
IMF được mô tả như "Một tổ chức của 190 quốc gia", làm việc nuôi dưỡng tập đoàn tiền tệ toàn cầu, thiết lập tài chính an toàn, tạo điều kiện thuận lợi cho thương mại quốc tế, đẩy mạnh việc làm và tăng trưởng kinh tế cao, và giảm bớt đói nghèo. Với ngoại lệ của Bắc Triều Tiên, Cuba, Liechtenstein, Andorra, Monaco, Tuvalu và Nauru, tất cả các nước thành viên của Liên Hợp Quốc tham gia trực tiếp vào IMF hoặc được đại diện cho bởi những nước thành viên khác...
Vào năm 1930, khi hoạt động kinh tế ở những nước công nghiệp chính thu hẹp, nhiều nước bắt đầu áp dụng tư tưởng trọng thương, cố gắng bảo vệ nền kinh tế của họ bằng việc hạn chế nhập khẩu. Để khỏi giảm dự trữ vàng, ngoại hối, một vài nước cắt giảm nhập khẩu, một số nước phá giá đồng tiền của họ, và một số nước áp đặt các hạn chế đối với tài khoản ngoại tệ của công dân. Những biện pháp này có hại đối với chính bản thân các nước đó vì như lý thuyết lợi thế so sánh tương đối của Ricardo đã chỉ rõ mọi nước đều trở nên có lợi nhờ thương mại không bị hạn chế. Lưu ý là, theo lý thuyết tự do mậu dịch đó, nếu tính cả phân phối, sẽ có những ngành bị thiệt hại trong khi các ngành khác được lợi. Thương mại thế giới đã sa sút nghiêm trọng, khi việc làm và mức sống ở nhiều nước suy giảm.
IMF đã đi vào hoạt động ngày 27 tháng 12 năm 1945, khi đó có 29 nước đầu tiên ký kết nó là những điều khoản của hiệp ước. Mục đích của luật IMF ngày nay là giống với luật chính thức năm 1944. Ngày 1 tháng 3 năm 1947 IMF bắt đầu hoạt động và tiến hành cho vay khoản đầu tiên ngày 8 tháng 5 năm 1947.
Từ cuối đại chiến thế giới thứ 2 cho đến cuối năm 1972, thế giới tư bản đã đạt được sự tăng trưởng thu nhập thực tế nhanh chưa từng thấy. (Sau đó sự hội nhập của Trung Quốc vào hệ thống tư bản chủ nghĩa đã thúc đẩy đáng kể sự tăng trưởng của cả hệ thống.) Trong hệ thống tư bản chủ nghĩa, lợi ích thu được từ tăng trưởng đã không được chia đều cho tất cả, song hầu hết các nước tư bản đều trở nên thịnh vượng hơn, trái ngược hoàn toàn với những điều kiện trong khoảng thời gian trước của những nước tư bản trong thời kỳ giữa hai cuộc chiến tranh thế giới.
Trong những thập kỷ sau chiến tranh thế giới hai, kinh tế thế giới và hệ thống tiền tệ có thay đổi lớn làm tăng nhanh tầm quan trọng và thích hợp trong việc đáp ứng mục tiêu của IMF, nhưng điều đó cũng có nghĩa là yêu cầu IMF thích ứng và hoàn thiện cải tổ. Những tiến bộ nhanh chóng trong kỹ thuật công nghệ và thông tin liên lạc đã góp phần làm tăng hội nhập quốc tế của các thị trường, làm cho các nền kinh tế quốc dân gắn kết với nhau chặt chẽ hơn. Xu hướng bây giờ mở rộng nhanh chóng hơn số quốc gia trong IMF.
Ảnh hưởng của IMF trong kinh tế toàn cầu được gia tăng nhờ sự tham gia đông hơn của các quốc gia thành viên. Hiện IMF có 190 thành viên, nhiều hơn bốn lần so với con số 44 thành viên khi nó được thành lập.
Nguồn vốn của IMF là do các nước đóng góp, các nước thành viên có cổ phần lớn trong IMF là Mỹ (17,46%), Đức (6,11%), Nhật Bản (6,26%), Anh (5,05%) và Pháp (5,05%).
Tổng vốn của IMF là 30 tỷ Dollar Mỹ (1999).

## Việt Nam
Việt Nam Cộng hòa gia nhập Quỹ Tiền tệ Quốc tế năm 1956. Năm 1975 ghế hội viên chuyển cho Cộng hoà Miền Nam Việt Nam kế thừa. Năm 1976 thì CHXHCN Việt Nam chính thức tham gia chiếu theo hội viên của hai quốc gia trước. Hiện nay cổ phần của Việt Nam tại IMF bằng 460,7 triệu SDR, chiếm 0,193% tổng khối lượng cổ phần và có tỷ lệ phiếu bầu là 0,212% tổng số quyền bỏ phiếu. Việt Nam thuộc nhóm Đông Nam Á với 13 nước thành viên.

## Giám đốc điều hành
| 13 | Kristalina Georgieva   | Bulgaria    | 13/09/2019 – Nay        |
| 12 | Christine Lagarde      | Pháp        | 5/07/2011 - 12/09/2019  |
| 11 | John Lipsky điều hành  | Hoa Kỳ      | 18/05/2011 - 4/07/2011  |
| 10 | Dominique Strauss-Kahn | Pháp        | 1/11/2007 – 18/05/2011  |
| 9  | Rodrigo Rato           | Tây Ban Nha | 7/06/2004 – 31/10/2007  |
| 8  | Horst Köhler           | Đức         | 1/05/2000 – 4/03/2004   |
| 7  | Michel Camdessus       | Pháp        | 16/01/1987 – 14/02/2000 |
| 6  | Jacques de Larosière   | Pháp        | 18/06/1978 – 15/01/1987 |
| 5  | Johan Witteveen        | Hà Lan      | 1/09/1973 – 18/06/1978  |
| 4  | Pierre-Paul Schweitzer | Pháp        | 1/09/1963 – 31/08/1973  |
| 3  | Per Jacobsson          | Thụy Điển   | 21/11/1956 – 5/05/1963  |
| 2  | Ivar Rooth             | Thụy Điển   | 3/08/1951 – 3/10/1956   |
| 1  | Camille Gutt           | Bỉ          | 6/05/1946 – 5/05/1951   |

## Quyền bỏ phiếu
Bên dưới là danh sách 20 nước thành viên IMF có quyền bỏ phiếu nhiều nhất:
| Số thứ tự | Nước thành viên IMF | Phần ngạch: triệu SDRs | Phần ngạch: chiếm tỉ lệ phần trăm tương ứng | Thành viên của hội xử lí sự vụ | Thành viên bổ khuyết của hội xử lí sự vụ | Quyền bỏ phiếu (số phiếu) | Quyền bỏ phiếu (chiếm tỉ lệ phần trăm tương ứng) |
| --------- | ------------------- | ---------------------- | ------------------------------------------- | ------------------------------ | ---------------------------------------- | ------------------------- | ------------------------------------------------ |
| 1         | Hoa Kỳ              | 82.994,2               | 17,68                                       | Steven Mnuchin                 | Jerome Powell                            | 831.396                   | 16,73                                            |
| 2         | Nhật Bản            | 30.820,5               | 6,56                                        | Tarō Asō                       | Haruhiko Kuroda                          | 309.659                   | 6,23                                             |
| 3         | Trung Quốc          | 30.482,9               | 6,49                                        | Chu Tiểu Xuyên                 | Dịch Cương                               | 306.283                   | 6,16                                             |
| 4         | Đức                 | 26.634,4               | 5,67                                        | Jens Weidmann                  | Olaf Scholz                              | 267.798                   | 5,39                                             |
| 5         | Pháp                | 20.155,1               | 4,29                                        | Bruno Le Maire                 | François Villeroy de Galhau              | 203.005                   | 4,09                                             |
| 6         | Anh Quốc            | 20.155,1               | 4,29                                        | Philip Hammond                 | Mark Carney                              | 203.005                   | 4,09                                             |
| 7         | Ý                   | 15.070,0               | 3,21                                        | Giovanni Tria                  | Ignazio Visco                            | 152.154                   | 3,06                                             |
| 8         | Ấn Độ               | 13.114,4               | 2,79                                        | Rakesh Mohan                   | Urjit Patel                              | 132.598                   | 2,67                                             |
| 9         | Nga                 | 12.903,7               | 2,75                                        | Anton Siluanov                 | Elvira S. Nabiullina                     | 130.491                   | 2,63                                             |
| 10        | Brasil              | 11.042,0               | 2,35                                        | Henrique Meirelles             | Ilan Goldfajn                            | 111.874                   | 2,25                                             |
| 11        | Canada              | 11.023,9               | 2,35                                        | Bill Morneau                   | Stephen Poloz                            | 111.693                   | 2,25                                             |
| 12        | Ả Rập Xê Út         | 9.992,6                | 2,13                                        | Ibrahim A. Al-Assaf            | Fahad Almubarak                          | 101.380                   | 2,04                                             |
| 13        | Tây Ban Nha         | 9.535,5                | 2,03                                        | Luis de Guindos                | Luis María Linde                         | 96.809                    | 1,95                                             |
| 14        | México              | 8.912,7                | 1,90                                        | Luis Videgaray                 | Agustín Carstens                         | 90.581                    | 1,82                                             |
| 15        | Hà Lan              | 8.736,5                | 1,86                                        | Klaas Knot                     | Hans Vijlbrief                           | 88.819                    | 1,79                                             |
| 16        | Hàn Quốc            | 8.582,7                | 1,83                                        | Kim Dong-yeon                  | Lee Ju-yeol                              | 87.281                    | 1,76                                             |
| 17        | Úc                  | 6.572,4                | 1,40                                        | Scott Morrison                 | John Fraser                              | 67.178                    | 1,35                                             |
| 18        | Bỉ                  | 6.410,7                | 1,37                                        | Jan Smets                      | Marc Monbaliu                            | 65.561                    | 1,32                                             |
| 19        | Thụy Sĩ             | 5.771,1                | 1,23                                        | Thomas Jordan                  | Eveline Widmer-Schlumpf                  | 59.165                    | 1,19                                             |
| 20        | Indonesia           | 4.648,4                | 0,99                                        | Perry Warjiyo                  | Mahendra Siregar                         | 47.938                    | 0,96                                             |